# 斯克爾瓦河
52°34′51″N 19°31′58″E / 52.580869°N 19.532673°E
斯克爾瓦河是波蘭的河流，位於該國中部，處於馬佐夫舍省和庫亞維-波美拉尼亞省接壤的邊界，屬於維斯瓦河的右支流，河道全長114公里，流域面積1,704平方公里。